# اتفاقيات دن آيس
اتفاقيات دن آيس (بالإنجليزية: DEN/ICE Agreements) هي سلسلة من المعاهدات متعددة الأطراف، والتي تنص على التمويل المشترك لخدمات المراقبة الجوية، والاتصالات، والأرصاد الجوية في جرينلاند وأيسلندا وجزر فارو للطائرات المدنية التي تعبر المحيط الأطلسي فوق خط عرض 45ْ شمال. جرى التفاوض على هذه الاتفاقيات وتنفيذها في إطار منظمة الطيران المدني الدولي، وهي وكالة متخصصة تابعة للأمم المتحدة.

## الدول الأطراف
اعتبارًا من عام 2016، أصبحت الدول التالية طرفًا في الاتفاقيات:
- بلجيكا
- كندا
- كوبا
- دنمارك
- مصر
- فنلندا
- فرنسا
- ألمانيا
- اليونان
- أيسلندا
- أيرلندا
- إيطاليا
- اليابان
- الكويت
- هولندا
- النرويج
- باكستان
- قطر
- روسيا
- سنغافورة
- إسبانيا
- السويد
- سويسرا
- المملكة المتحدة
- الولايات المتحدة

قبل حلّها، كانت تشيكوسلوفاكيا طرفًا في الاتفاقيات. انسحبت جمهورية التشيك منها في 1995، وسلوفاكيا في 1996.